# Ben Johnson
Benjamin Sinclair Johnson Jr., detto Ben (Falmouth, 30 dicembre 1961), è un ex velocista canadese di origine giamaicana, campione mondiale indoor dei 60 metri piani a Parigi-Bercy 1985.
Ai Giochi olimpici di Seul 1988 vinse con ampia superiorità la finale dei 100 metri piani precedendo il rivale Carl Lewis e stabilendo il nuovo record mondiale della specialità con il tempo di 9"79, ma tre giorni dopo i risultati dei test antidoping lo rivelarono positivo; fu quindi squalificato per tre anni con il conseguente annullamento della vittoria e del record.

## Biografia
Nato in Giamaica in una famiglia povera, Johnson emigrò in Canada nel 1976. Esordì in un grande evento internazionale in occasione dei Giochi del Commonwealth del 1982, a Brisbane, dove vinse due argenti nei 100 metri piani e nella staffetta 4×100 metri. L'anno successivo, ai campionati mondiali di Helsinki 1983, venne eliminato nelle semifinali dei 100 metri piani.
Ai Giochi olimpici di Los Angeles 1984 vinse la medaglia di bronzo nei 100 metri piani con il tempo di 10"22, alle spalle degli statunitensi Carl Lewis (9"99) e Sam Graddy (10"19), e un altro bronzo con la squadra canadese nella staffetta 4×100 metri.
Ben Johnson viene anche ricordato per la sua particolare posizione di partenza che fu detta "a rana", consistente nel posizionarsi, ai blocchi di partenza, con entrambi i piedi sulla medesima linea, anziché nella tradizionale posizione con il piede di spinta più avanti dell'altro. Tale postura consentiva di darsi la spinta iniziale con entrambe le gambe contemporaneamente, raddoppiando la potenza sviluppata in partenza. La suddetta peculiare posizione di partenza di Johnson si univa a un tempo medio di reazione allo sparo straordinariamente basso. Queste caratteristiche facevano sì che, nelle sue stagioni migliori, Johnson ai 30 metri avesse già acquisito un notevole vantaggio sugli avversari, vantaggio che il più delle volte manteneva fino al traguardo.
In occasione dei campionati mondiali di Roma 1987, Johnson divenne subito una celebrità battendo il suo grande rivale Carl Lewis nella finale dei 100 metri piani e stabilendo il nuovo record mondiale con il tempo di 9"83, che andò ad abbassare di un decimo esatto il precedente primato detenuto da Calvin Smith. Johnson e Lewis erano i favoriti anche per il titolo olimpico ai Giochi di Seul 1988: nella finale del 24 settembre, Johnson sconfisse nuovamente Lewis dominando la gara e facendo registrare il nuovo record mondiale con un sensazionale 9"79, per di più alzando il braccio negli ultimi metri, in quella che fu una delle gare più veloci della storia con ben quattro atleti sotto i 10". Egli divenne così il primo uomo a scendere sotto i 9"8 sulla distanza, nonché il secondo velocista canadese a vincere il titolo olimpico nella specialità dopo Percy Williams nel 1928. Tre giorni dopo la gara, tuttavia, nei campioni di urina di Johnson venne rilevata la presenza di stanozololo, uno steroide anabolizzante, e venne quindi squalificato per due anni per uso di doping con conseguente revoca del titolo e del record.
Egli ammise in seguito di aver utilizzato sostanze dopanti anche quando stabilì il primo record mondiale nel 1987, per cui la IAAF cancellò dai suoi annali anche quella prestazione, così come il titolo mondiale indoor sui 60 metri piani (con annesso record mondiale) ottenuto nel marzo di quello stesso anno. Tuttavia, Johnson e centinaia di altri atleti si sono a lungo lamentati di aver dovuto assumere sostanze dopanti per restare al passo con le prestazioni degli altri atleti più forti con i quali dovevano gareggiare e che facevano anch'essi uso di queste sostanze.
Queste affermazioni hanno assunto una luce veritiera in seguito agli sviluppi e alle rivelazioni successive. Secondo il giornalista sportivo scozzese Richard Moore del Guardian, autore del libro The Dirtiest Race in History, quei cento metri coreani del 24 settembre 1988 furono davvero la più sporca gara di sempre. Sei degli otto finalisti, Johnson incluso, hanno infatti avuto nel corso della loro carriera problemi con sostanze dopanti, o dopo il ritiro hanno ammesso di averne fatto uso. Tra loro, anche Carl Lewis, a cui venne assegnata la medaglia d'oro con il record mondiale (il quale ammise di essere risultato positivo per tre volte all'antidoping), e Linford Christie, che ottenne la medaglia d'argento, malgrado le polemiche attorno all'antidoping sul tè di ginseng. Di questi, solamente Johnson fu costretto a rinunciare ai suoi record e alle sue medaglie, essendo anche l'unico trovato positivo o ad aver ammesso la sua positività durante un evento che metteva in palio una medaglia. Nel 1999, Christie venne trovato positivo al nandrolone e sospeso per due anni. Secondo alcuni documenti pubblicati nel 2003 da un ex dirigente del Comitato Olimpico statunitense, il dottor Wade Exum, Carl Lewis e due suoi compagni di allenamento assunsero tre tipi di stimolanti proibiti (efedrina, pseudoefedrina e fenilpropanolamina), trovati tra le medicine vendute sottobanco, e furono scoperti ai trials USA del 1988, cioè nella competizione utilizzata per selezionare gli atleti che avrebbero partecipato ai Giochi olimpici; tuttavia, la sospensione imposta a Lewis a seguito della positività ai test venne annullata dopo che questi affermò di averli assunti involontariamente da un integratore a base di erbe.
Nel gennaio 1991, al termine della squalifica, Johnson tentò il ritorno senza grande successo: dopo aver fallito la partecipazione ai campionati mondiali di Tokyo 1991, si qualificò per i Giochi olimpici di Barcellona 1992 dove però non riuscì a superare le semifinali dei 100 metri piani. L'anno successivo, tuttavia, venne trovato positivo una seconda volta dopo una gara a Montréal, in quanto i suoi livelli di testosterone erano oltre i limiti consentiti, e il 5 marzo 1993 venne quindi squalificato a vita dalla IAAF, il che sancì la fine definitiva della sua carriera sportiva.
Nel dicembre 2006, Ben Johnson ha dichiarato di voler far riaprire il suo caso legato al doping ai Giochi olimpici del 1988 in quanto si dichiara vittima di una cospirazione ai suoi danni da parte degli statunitensi, in particolare di personaggi molto vicini a Carl Lewis.
Nel maggio 2008, ha dichiarato di essere in possesso di alcune prove che dimostrerebbero la sua innocenza, tra cui spicca una registrazione di un discorso fatto in un incontro tra lui, il suo legale e un uomo che dichiara di essere colui che mise in una sua bibita una quantità di sostanza illegale sotto il profilo sportivo che lo avrebbe fatto risultare positivo al test dopo la vittoria a Seul.
Attualmente vive a Markham, in Ontario.

## Palmarès
| Anno | Manifestazione          | Sede         | Evento      | Risultato  | Prestazione | Note   |
| ---- | ----------------------- | ------------ | ----------- | ---------- | ----------- | ------ |
| 1982 | Giochi del Commonwealth | Brisbane     | 100 m piani | Argento    | 10"05       |        |
| 1982 | Giochi del Commonwealth | Brisbane     | 4×100 m     | Argento    | 39"30       |        |
| 1983 | Mondiali                | Helsinki     | 100 m piani | Semifinale | 10"44       |        |
| 1983 | Giochi panamericani     | Caracas      | 100 m piani | 6º         | 10"25       |        |
| 1984 | Giochi olimpici         | Los Angeles  | 100 m piani | Bronzo     | 10"22       |        |
| 1984 | Giochi olimpici         | Los Angeles  | 4×100 m     | Bronzo     | 38"70       |        |
| 1985 | Mondiali indoor         | Parigi       | 60 m piani  | Oro        | 6"62        |        |
| 1986 | Giochi del Commonwealth | Edimburgo    | 100 m piani | Oro        | 10"07       |        |
| 1986 | Giochi del Commonwealth | Edimburgo    | 200 m piani | Bronzo     | 20"64       |        |
| 1986 | Giochi del Commonwealth | Edimburgo    | 4×100 m     | Oro        | 39"15       |        |
| 1987 | Mondiali indoor         | Indianapolis | 60 m piani  | dq         | 6"41        | [ 18 ] |
| 1987 | Mondiali                | Roma         | 100 m piani | dq         | 9"83        | [ 18 ] |
| 1987 | Mondiali                | Roma         | 4×100 m     | dq         | 38"47       | [ 18 ] |
| 1988 | Giochi olimpici         | Seul         | 100 m piani | dq         | 9"79        | [ 18 ] |
| 1991 | Mondiali indoor         | Siviglia     | 60 m piani  | 4º         | 6"61        |        |
| 1991 | Mondiali                | Tokyo        | 4×100 m     | 8º         | 39"51       |        |
| 1992 | Giochi olimpici         | Barcellona   | 100 m piani | Semifinale | 10"70       |        |
| 1992 | Giochi olimpici         | Barcellona   | 4×100 m     | Semifinale | dnf         |        |

## Altre competizioni internazionali
1985
- Oro in Coppa del mondo ( Canberra), 100 m piani - 10"00

## Riconoscimenti
- Atleta maschile dell'anno dell'Associated Press (1987)
- Sportivo mondiale dell'anno de La Gazzetta dello Sport (1987)